# 井川町ヒラソ
井川町ヒラソ（いかわちょうヒラソ）は、徳島県三好市の町名。郵便番号は778-0000。

## 地理
三好市の北東部に位置。西は井川町中岡、北は井川町田中、東は井川町吉岡、南は井川町井内西とそれぞれ接する。全域が山林であり、この地域に通じる道はなく、無住地である。

## 歴史
- 2006年（平成18年）3月1日 - 三好郡井川町が三野町・池田町・山城町・東祖谷山村・西祖谷山村と合併して三好市が発足し、現在の町名となる。

## 交通

### 鉄道
- 最寄り駅はJR徳島線の辻駅。